# 郑之杰
郑之杰（1958年—），男，中华人民共和国金融人物，曾任国家开发银行党委副书记、副董事长、行长。现任第十三届全国政协委员。